# Embsay
Embsay är en ort i Storbritannien.   Den ligger i grevskapet North Yorkshire och riksdelen England, i den centrala delen av landet, 300 km norr om huvudstaden London. Embsay ligger 147 meter över havet och antalet invånare är 1 582.
Terrängen runt Embsay är huvudsakligen kuperad, men västerut är den platt. Runt Embsay är det mycket tätbefolkat, med 1 135 invånare per kvadratkilometer. Närmaste större samhälle är Keighley, 13,3 km söder om Embsay. Trakten runt Embsay består i huvudsak av gräsmarker.